# Festucula festuculaeformis
Festucula festuculaeformis är en spindelart som först beskrevs av Roger de Lessert 1925.  Festucula festuculaeformis ingår i släktet Festucula och familjen hoppspindlar. Inga underarter finns listade i Catalogue of Life.